# Bicicleta (fútbol)
La bicicleta es una jugada de regate en el fútbol que consiste en pasar las piernas alrededor de la pelota. Muchas veces se realiza en paralelo a un jugador contrario, previamente encarándolo sin que sepa hacia qué dirección puede ir el atacante con el balón, lo cual hace esta técnica bastante eficaz.
Pelé y Garrincha se destacaron en la década de 1960 por realizar esta jugada, en la actualidad se han destacado por esta maniobra los brasileños Ronaldinho, Neymar, Ronaldo, Denilson o Robinho así como el francés Zinedine Zidane y el portugués Cristiano Ronaldo. En el fútbol latinoamericano se viene destacando, el mexicano Zadiel Betancourt el ecuatoriano Michael Arroyo, el chileno Alexis Sánchez y el peruano Christian Cueva.
En 1928 el delantero argentino de Rosario Central Luis Indaco le enseñó a ejecutarla a José Samitier y a los demás jugadores del F. C. Barcelona, hecho ocurrido tras el encuentro entre este club y la selección de la Liga Rosarina de Fútbol en Rosario (Argentina). El argentino Pedro Calomino hacía algo parecido antes de empezar a correr, que él llamaba “la bicicleta”. En cambio Indaco llamaba a su jugada “la chilena“, debido a que se la había visto a un jugador chileno cuando jugó en Chile.
Otra teoría dice que un jugador del Everton de Viña del Mar fue famoso por haber inventado la finta de la bicicleta en los años 50 y la difundió durante el Campeonato Sudamericano 1953. Augusto Arenas, mediocampista, afirma: "La bicicleta es mía, ya que todos los que me vieron saben que es así".